# ギィ・デサップ
ギィ・デサップ（Guy DESSAPT、1938年7月6日 - ）は、フランスソーヌ＝エ＝ロワール県ル＝クルーゾ市出身、フランスの画家。妻は日本人。
1955年、ヴェルサイユ宮殿の『鏡の間』の壁画を修復した アトリエ“ダーバル”へ入学し、美術学、及び装飾美術学を勉強する。
1960年、モロッコでの二年間の兵役後､フランスに帰国。アルルに落ち着き、オリーブ畑で働きながら南フランスの光の明暗を求め制作活動を開始。次にサントロペに移動して、観光客に絵を描いて売る生活をおくる。
1965年、渡米し、ニューヨークを仕事の場として選ぶ。以後、アメリカとフランスを往復しながら数々の個展をパリ、ニューヨーク、ベニスなど各地で開催する。
1980年、モンテカルロ国際現代美術グランプリ入選。カンヌ国際絵画大賞入選。日本ではVISA JAPANや九州石油､日清紡、東亞合成などの企業カレンダーに選定｡また､ニューヨークの画廊で作品を常設展示し､アメリカ全土で展示会を行う。
彼の作品は特異な表現を駆使した印象派スタイルといえる。その技法は大変ユニークで、アクリルを何度も重ね塗りして立体感を出すのはもとより、しばしばキャンバスの上に本当の物質（砂・樹皮・木片等）を加えることによって抒情に満ちたリアリティーを出している。この結果、彼の絵にはプリズム状の光が飛散し、溢れる豊かさが表現される。
2020年、初の画集『ギィ・デサップ: パリを描く現代の印象派』（パブリック・ブレイン）が発売。